# TAI Hürjet
Il TAI Hürjet è un addestratore avanzato monomotore a reazione, progettato e sviluppato dall'azienda turca Turkish Aerospace Industries (TAI).

## Storia del progetto
Lo sviluppo del progetto per il jet da addestramento turco Hürjet fu iniziato da TAI (che già produceva l'addestratore basico Hürkuş, dotato di propulsore a turboelica) con risorse finanziarie proprie nell’agosto 2017, con il primo mock-up esposto nel 2018 al Farnborough International Airshow.
Il 22 luglio 2018 il sottosegretariato turco per le industrie della difesa annunciò che l'Aeronautica turca (TurAF, Turkish Air Force) aveva firmato un accordo con TAI, conferendo al programma lo status ufficiale per far avanzare lo sviluppo dell'aereo.
Successivamente si ebbe il completamento del primo componente costruito, che fu trasferito alla linea di assemblaggio finale il 10 giugno 2022.
Dopo il completamento delle attività di assemblaggio, furono avviati i test a terra, che comprendevano: carrello di atterraggio, cablaggio, meccanismo del tettuccio e test elettrici.
Il 30 gennaio 2023 rappresentò uno dei momenti più importanti del progetto, in quanto furono completati con successo i primi test di avviamento del motore, dei sistemi avionici, del sistema elettrico e dell'impianto del combustibile. Il 18 marzo successivo l’aereo effettuò i test di rullaggio.
Il 25 aprile 2023, alle 07:35, l'Hürjet decollò per la prima volta e restò in volo per 26 minuti a circa 14.000 piedi di altitudine ad una velocità di 250 nodi. Il volo fu completato in totale sicurezza, con il completo funzionamento di tutti i suoi sistemi di bordo. L'evento fu accolto con notevole clamore in Turchia, perché l’Hürjet è il primo velivolo a reazione con prestazioni supersoniche con equipaggio interamente fabbricato e sviluppato nel paese.
Dopo i primi 4 Hürjet block 0 ordinati a dicembre 2022, il 18 aprile 2024 l'Aeronautica militare turca ha sottoscritto un nuovo ordine per 12 Hürjet block 1.
L'aereo ha volato per la prima volta in volo supersonico il 21 ottobre 2024, quando uno dei prototipi, decollato dall'aeroporto di Mürted, ha raggiunto Mach 1,01.

### Tecnica
Sebbene inizialmente per l'Hürjet fosse prevista una turboventola di produzione nazionale, è stato deciso di equipaggiare i primi velivoli con la turboventola statunitense General Electric F404, almeno fino a quando il progetto non raggiungerà una certa maturità.

## Versioni
Per questo velivolo sono state pensate diverse configurazioni, tra le quali l’addestramento avanzato e la preparazione al combattimento, attacco leggero e supporto aereo ravvicinato, pattugliamento aereo armato e disarmato, velivolo dimostrativo acrobatico, velivolo compatibile con portaerei.

## Utilizzatori
Turchia
- Türk Hava Kuvvetleri

4 Hürjet block 0 ordinati a dicembre 2022, più ulteriori 12 Hürjet block 1 ordinati il 18 aprile 2024.